# Secrets (canción de Erasure)
«Secrets» es el quincuagésimonoveno sencillo del dueto inglés de música electrónica Erasure, que fue publicado de manera digital el 14 de mayo de 2021.

«Secrets» es el primer corte del álbum The Neon Remixed fue presentado con un video dos meses antes de la edición del álbum.

## Lista de temas

### Sencillo
| Descarga virtual 1. Secrets |

## Créditos
Secrets es una canción escrita por Vince Clarke y Andy Bell.

## Datos adicionales
Secrets es la única canción nueva e inédita incluida en el álbum The Neon Remixed, que contiene nuevos remixes pero de temas ya aparecidos en The Neon.

Posteriormente, Secrets formó parte de NeːEp, que contiene cuatro canciones nuevas, siendo el único tema que ya había aparecido antes-